# Opuntia oricola
Opuntia oricola ist eine Pflanzenart in der Gattung der Opuntien (Opuntia) aus der Familie der Kakteengewächse (Cactaceae). Das Artepitheton oricola leitet sich vom griechischen Wort oros für ‚Berg‘ sowie dem lateinischen Wort -cola für ‚bewohnend‘ ab und verweist auf das Vorkommen der Art in den Bergen.

## Beschreibung
Opuntia oricola wächst strauchig  bis baumförmig und erreicht Wuchshöhen von 1 bis 3 Meter. Die elliptischen bis kreisrunden Triebabschnitte sind 15 bis 25 Zentimeter lang und 12 bis 19 Zentimeter breit. Die 4,5 bis 6 Millimeter im Durchmesser messenden Areolen stehen 1,2 bis 2 Zentimeter voneinander entfernt. Die vier bis 16 gelben und durchscheinenden Dornen vergrauen im Alter oder werden schwarz. Sie sind gebogen und etwas verdreht, nicht aufgeraut und 2 bis 4 Zentimeter lang.
Die gelben Blüten erreichen Durchmesser von 5 bis 6 Zentimeter. Die fast kugelförmigen, fleischigen, roten Früchte werden 2,5 bis 4 Zentimeter lang und erreichen ebensolche Durchmesser.

## Verbreitung, Systematik und Gefährdung
Opuntia oricola ist in den Vereinigten Staaten im Süden des Bundesstaats Kalifornien sowie im mexikanischen Bundesstaat Baja California bis in Höhenlagen von 500 Metern verbreitet.
Die Erstbeschreibung durch Ralph N. Philbrick wurde 1964 veröffentlicht.
In der Roten Liste gefährdeter Arten der IUCN wird die Art als „Least Concern (LC)“, d. h. als nicht gefährdet geführt. Die Entwicklung der Populationen wird als stabil angesehen.

## Nachweise